# Ramon Ferrés i Musolas
Ramon Ferrés i Musolas (Valls, 1878 – Barcelona, 1962) va ser director d'orquestra, compositor i arranjador de música per a l'escena i per a pel·lícules.

## Biografia
Estudià violí, composició i direcció d'orquestra amb Matthieu Crickboom, Enric Morera i Frederic Lliurat a Barcelona, i feu ampliació d'estudis a Brussel·les. El 1908 hom el contractà per fer de director musical d'una companyia de sarsuela que actuava arreu de Catalunya, i que fins i tot va fer una gira per Amèrica. En aquesta companyia conegué la seva futura esposa, la tiple Teresa Idel (nom artístic de Teresa Iquino Parra). El 1910, quan neix el seu fill Ignasi, feia de mestre de música a Valls i era membre assidu del Cercle de Lectura.
Ferrés s'inicià en la música cinematogràfica el 1933 de la mà del director Ricard de Baños, en la pel·lícula El relicario. També treballà per al seu fill, el director de cinema Ignasi F. Iquino, i l'acompanyà quan aquest, amb Francesc Ariza, fundà la seva productora Emisora Films. Quan Iquino abandonà l'empresa per fundar IFISA, el seu pare romangué a Emisora Films.
Compongué música per a trenta-sis pel·lícules i una trentena de sarsueles i comèdies musicals.
L'ajuntament de Valls li dedicà un carrer.

## Obres
- Goigs a llahor del gloriós Sant Cèsar (1965), lletra d'Hilari d'Arenys de Mar
- Miniatura. 12 piezas para piano

### Sarsueles i altra música per a l'escena
- La corona de hierro, sarsuela
- La vicaría (1924), sarsuela en dos actes, amb llibret de Lluís Planas de Taverne
- Gent del Camp (Xiquets i mossos) (1931), sarsuela en tres actes amb lletra de Víctor Mora i Alzinelles
- Portfolio de Novedades o Miss República 1932. Revista en 1 acto. Llibret de Luis Calvo i Francisco Prada Blasco. Música en col·laboració amb Francesc Montserrat i Ayarbe. Estrenada al Teatre Novetats, Barcelona. 26 març 1932
- Les noies de l'Estatut. Sainet en 1 acte. Llibret de Víctor Mora. Música en col·laboració amb Francesc Montserrat i Ayerbe. Barcelona 1934.
- Toda tú para mí. Opereta. Llibret de López de Haro i Gómez de Miguel. Estrena dissabte 7 de novembre del 1936 al Principal Palace.
- Timoteo, qué las das (1959), comèdia musical d'Ignasi F.Iquino, Francisco Prada i Concepción Geijó. Música coescrita amb Jaume Mestres
- Las alegres chicas de Portofino (1960), comèdia musical d'Ignasi F.Iquino, Francisco Prada Blasco i Concepción Geijó. Música coescrita amb Enrique Escobar Sotés
- Un lío de faldas (1960), comèdia musical d'Ignasi F.Iquino, Francisco Prada i Joan Valls. Música coescrita amb Enrique Escobar
- Tu mujer es cosa mía (1960), comèdia musical d'Ignasi F.Iquino, Francisco Prada i Concepción Geijó. Música coescrita amb Enrique Escobar
- Ay que rico, Federico (1961), comèdia musical d'Ignasi F.Iquino i Eduardo Arana. Música coescrita amb Enrique Escobar

### Filmografia
- El relicario (1933), del director Ricard de Baños
- Al margen de la ley (1935), d'Ignasi F. Iquino
- Diego Corrientes (1937), d'Iquino
- Paquete, el fotógrafo público número 1 (1938), d'Iquino
- Julieta y Romeo (1940), de Josep Maria Castellví, coescrita amb Pasqual Godes i Terrats
- ¿Quién me compra un lío? (1940), d'Iquino
- Los ladrones somos gente honrada (1942), d'Iquino, basada en l'obra d'Enrique Jardiel Poncela. Ferrés compongué part de la música
- El pobre rico (1942), d'Iquino
- Fin de curso (1943), d'Iquino
- Turbante blanco (1943), d'Iquino. Música coescrita amb Joan Duran i Alemany
- Cabeza de hierro (1944), d'Iquino
- Hombres sin honor (1944), d'Iquino
- Una sombra en la ventana (1944), d'Iquino (comprèn el bolero Siempre)
- ¡Culpable! (1945), d'Iquino
- El obstáculo (1945), d'Iquino
- Ni pobre ni rico, sino todo lo contrario (1945), d'Iquino, basat en l'obra de Miguel Mihura
- Alegres vacaciones (1945-1948), llargmetratge d'animació, d'Artur Moreno i Josep Maria Blay
- Aquel viejo molino (1946), d'Iquino
- Borrasca de celos (1946), d'Iquino
- El tambor del Bruch (1947-1948), d'Iquino
- Noche sin cielo (1947), d'Iquino
- Canción mortal (1948), d'Iquino
- Despertó su corazón (1949), de Jerónimo Mihura
- En un rincón de España (1949), J.Mihura
- Pacto de silencio (1949), d'Antonio Román
- Apartado de Correos 1001 (1950), de Juli Salvador (comprèn el bolero Se fue mi amor)
- Barcelona es bona (1950), d'Antonio Isisi-Isasmendi
- Mi adorado Juan (1950), de J.Mihura, guió de Miguel Mihura
- El pasado amenaza (1950), d'A.Román
- El señorito Octavio (1950), de J.Mihura
- Un soltero difícil (1950), de Manuel Tamayo
- Duda (1951), de Juli Salvador
- La fuente enterrada (1951), d'A.Román
- La forastera (1952), d'A.Román
- Me quiero casar contigo (1952), de J.Mihura
- Pasaje a Venezuela (1956), de Rafael J.Sàlvia